# Przekładaniec (książka)
Przekładaniec – zbiór scenariuszy spektakli telewizyjnych, filmowych i słuchowisk radiowych Stanisława Lema. Po raz pierwszy wydany nakładem Wydawnictwa Literackiego w roku 2000 jako 9. pozycja serii „Dzieł zebranych” autora. Posłowie napisał prof. Jerzy Jarzębski.
Antologia zawiera zgromadzone w jednym tomie wszystkie opublikowane dotąd scenariusze oraz dwa niepublikowane uprzednio scenariusze filmowe na podstawie wcześniejszych powieści Lema.

## Spis utworów
- Czy pan istnieje, Mr. Johns? (słuchowisko radiowe, pierwodruk „Przekrój”, 1955, po raz pierwszy w zbiorze opowiadań Dzienniki gwiazdowe, 1957)
- Wierny robot. Widowisko telewizyjne (po raz pierwszy w zbiorze opowiadań Noc księżycowa, 1963)
- Wyprawa profesora Tarantogi. Widowisko w sześciu częściach (po raz pierwszy w zbiorze opowiadań Noc księżycowa, 1963)
- Czarna komnata profesora Tarantogi. Widowisko telewizyjne (po raz pierwszy w zbiorze opowiadań Noc księżycowa, 1963)
- Dziwny gość profesora Tarantogi. Widowisko telewizyjne (po raz pierwszy w zbiorze opowiadań Noc księżycowa, 1963)
- Przekładaniec. Scenariusz filmowy (pierwodruk „Ekran” 1968, po raz pierwszy w zbiorze opowiadań Bezsenność, 1971)
- Godzina przyjęć profesora Tarantogi. Słuchowisko radiowe (po raz pierwszy w zbiorze opowiadań Powtórka, 1979)
- Noc księżycowa. Słuchowisko radiowe (po raz pierwszy w zbiorze opowiadań Powtórka, 1979)
- Pamiętnik znaleziony w wannie (scenariusz filmowy, napisany razem z Janem Józefem Szczepańskim, na podstawie powieści o tym samym tytule)
- Katar. Scenariusz filmowy (napisany razem z Janem Józefem Szczepańskim w maju 1979, na podstawie powieści o tym samym tytule)

## Ekranizacje opowiadań
- Przekładaniec (1968) – film polski w reżyserii Andrzeja Wajdy, w roli głównej Bogumił Kobiela (Richard Fox) na podstawie scenariusza Stanisława Lema w oparciu o jego słuchowisko radiowe Czy pan istnieje, Mr Johns?[1]
- W roku 1969 na podstawie tego samego scenariusza Lema Przekładaniec zrealizowano również odcinek brytyjskiego teatru telewizji BBC Thirty-Minute Theatre, zatytułowany Roly Poly. Niestety odcinek ten nie zachował się w archiwum BBC[2].
- Wyprawa profesora Tarantogi (1992) – spektakl telewizyjny w reżyserii Macieja Wojtyszki, w rolach głównych: Tadeusz Huk (Profesor Tarantoga) oraz Piotr Cyrwus (Magister Janusz Chybek) na podstawie scenariusza pod tym samym tytułem[3].